# Harpalus protractus
Harpalus protractus är en skalbaggsart som beskrevs av Thomas Casey. Harpalus protractus ingår i släktet Harpalus och familjen jordlöpare. Inga underarter finns listade i Catalogue of Life.